# Magawa
Magawa (listopad 2013 Tanzanie – 8. nebo 9. ledna 2022 Kambodža) byl sameček krysy obrovské, který byl vycvičený na vyhledávání nášlapných min a nevybuchlé munice.
Vycvičen byl nevládní organizací APOPO. Výcvik u hlodavců trvá asi jeden rok. Po výcviku byl převezen do města Siem Reap v Kambodži a odtud pomáhal od roku 2016 do června 2021 vyhledávat nášlapné miny a nevybuchlou munici, která zde zůstala po vzájemných bojích mezi vládou, Rudými Khméry a Vietnamem ze 70. a 80. let 20. století.
Za svoji pětiletou kariéru pomohl prohledat okolo 225 tisíc metrů čtverečních, což je asi 42 fotbalových hřišť, a vyčenichal 71 nášlapných min a 38 kusů nevybuchlé munice. Britská veterinární charitativní organizace PDSA mu v červnu 2021, kdy ukončil kariéru, jako první kryse udělila vyznamenání za odvahu a oddanost.